# Marlene Streeruwitz

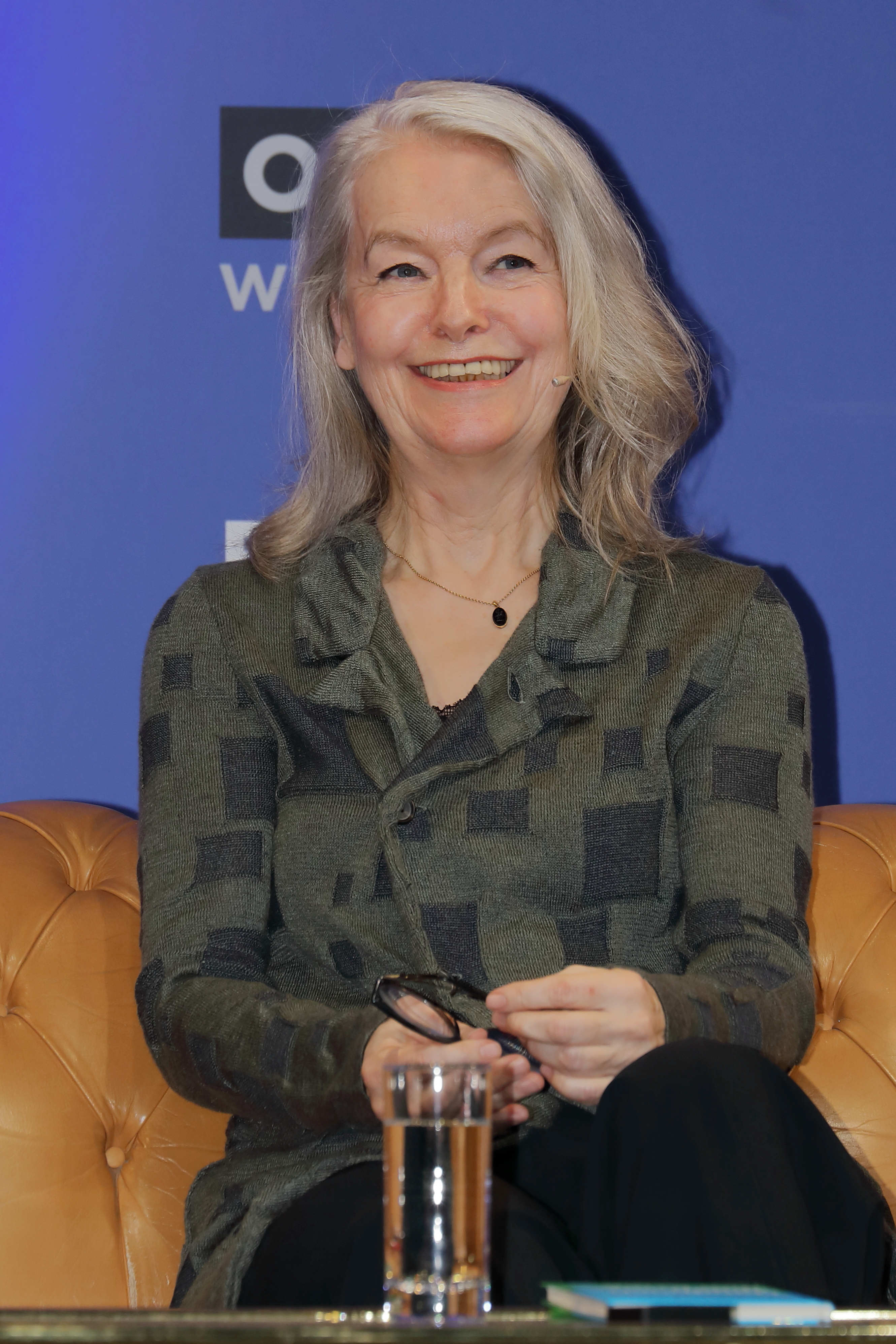
Marlene Streeruwitz.

Marlene Streeruwitz (ur. 28 czerwca 1950 w Baden) – austriacka pisarka, dramatopisarka i autorka słuchowisk.

## Życiorys
Studiowała prawo, slawistykę oraz historię sztuki. Była następnie reżyserką w teatrach i stacjach radiowych. Wykładała poetykę na austriackich uniwersytetach. Dramaty jej autorstwa wystawiano na scenach Austrii i Niemiec. Otrzymała austriacką nagrodę państwową w dziedzinie literatury.